# Encantada-Ranchito-El Calaboz
Encantada-Ranchito El Calaboz è un census-designated place degli Stati Uniti d'America, situato nella contea di Cameron dello Stato del Texas. Nota anche come El Calaboz Rancheria in the San Pedro de Carricitos Land Grant, fa parte dell'area metropolitana di Brownsville–Harlingen.

## Geografia fisica
Encantada-Ranchito El Calaboz è situata a 26°01′44″N 97°38′05″W (26.028788, -97.634814).
Secondo lo United States Census Bureau, ha un'area totale di 4,2 miglia quadrate (11 km²), di cui 4,2 miglia quadrate (11 km²) di terreno e 0,1 miglia quadrate (0,26 km², 1.18%) d'acqua.

## Società

### Evoluzione demografica
Secondo il censimento del 2000, c'erano 2.100 persone, 486 nuclei familiari, e 445 famiglie residenti nella città. La densità di popolazione era di 503,7 persone per miglio quadrato (194,4/km²). C'erano 567 unità abitative a una densità media di 136,0 per miglio quadrato (52,5/km²). La composizione etnica della città era formata dall'88,71% di bianchi, lo 0,10% di afroamericani, lo 0,14% di nativi americani, lo 0,05% di asiatici, l'8.90% di altre razze, e il 2,10% di due o più etnie. Ispanici o latinos di qualunque razza erano il 98,29% della popolazione.
C'erano 486 nuclei familiari di cui il 63,6% avevano figli di età inferiore ai 18 anni, il 71,2% erano coppie sposate conviventi, il 15,8% aveva un capofamiglia femmina senza marito, e l'8.4% erano non-famiglie. Il 7,0% di tutti i nuclei familiari erano individuali e il 4,5% aveva componenti con un'età di 65 anni o più che vivevano da soli. Il numero di componenti medio di un nucleo familiare era di 4,31 e quello di una famiglia era di 4,53.
La popolazione era composta dal 41,7% di persone sotto i 18 anni, il 10,9% di persone dai 18 ai 24 anni, il 28,2% di persone dai 25 ai 44 anni, il 13,6% di persone dai 45 ai 64 anni, e il 5,6% di persone di 65 anni o più. L'età media era di 23 anni. Per ogni 100 femmine c'erano 98,1 maschi. Per ogni 100 femmine dai 18 anni in giù, c'erano 93,2 maschi.
Il reddito medio di un nucleo familiare era di 21.346 dollari, e quello di una famiglia era di 23.821 dollari. I maschi avevano un reddito medio pro capite di 19.100 dollari contro i 13.417 dollari delle femmine. Il reddito medio pro capite era di 6.944 dollari. Circa il 36,9% delle famiglie e il 41,4% della popolazione erano sotto la soglia di povertà, incluso il 41,7% di persone sotto i 18 anni e il 64,6% di persone di 65 anni o più.